# Серафим (Игнатенко)
Серафим (в миру Василий Хрисанфович Игнатенко; 1865—1929) — архиерей Русской православной церкви, епископ Новооскольский, викарий Курской епархии. С 1927 года участник григорианского раскола, в котором имел титул епископа Белгородского.

## Биография
Родился в 1865 году в Екатеринославской губернии в семье священника. В 1886 году окончил Екатеринославскую духовную семинарию.
С 30 июня 1886 года служил псаломщиком Троицкого собора в Новомосковске Екатеринославской епархии.
2 февраля 1887 года рукоположен во священника и назначен к Екатерининской церкви села Сокольники Славяносербского уезда.
14 декабря 1887 года переведён священником Покровской церкви села Кулебовки Новомосковского уезда. Одновременно с 14 декабря 1888 года по 5 июня 1891 год служил законоучителем местной церковно-приходской школы. 17 января 1891 года награждён набедренником. 6 августа 1896 года награждён бархатной фиолетовой скуфьёй.
Принят в ведомство военного и морского духовенства. С 16 апреля 1892 года священник Крестовоздвиженской церкви 133-го пехотного Симферопольского полка, расквартированного в Екатеринославе. Одновременно с 22 марта 1900 года был законоучителем частной начальной школы Л. Казанской в Екатеринославе. 19 апреля 1900 года награжден камилавкой.
6 октября 1905 года назначен благочинным 34-й пехотной дивизии. 12 апреля 1906 года награжден наперсным крестом, от Святейшего Синода выдаваемым. 13 августа 1908 года становится законоучитель школы подпрапорщиков. Одновременно с 21 августа 1909 года — законоучитель Екатеринославских 7-го женского начального училища и с 13 октября 1909 года — законоучитель 5-го женского городского училища. Одновременно с 22 апреля 1911 года исполнял пастырские обязанности в 34-й артиллерийской бригаде. 6 мая 1911 года пожалован орденом святой Анны 3-й степени. С 8 марта 1914 года — гарнизонный священник Екатеринослава. 4 июня 1915 года пожалован орденом святой Анны 2-й степени с мечами. 6 мая 1916 года пожалован орденом святого Владимира 4-й степени с мечами. 13 июня 1916 года награжден саном протоиерея.
С 1918 года приходской священник города Екатеринослава. В 1919 года награждён наперсным крестом на Георгиевской ленте. 21 сентября 1919 года указом ВВЦУ на Юго-Востоке России назначен гарнизонным священником города Екатеринослава.
Овдовел. Принял монашество. Возведён в сан архимандрита. В 1926 года хиротонисан во епископа Новооскольского, викария Курской епархии.
В середине 1927 году перешёл в юрисдикцию ВВЦС. За ним последовал ряд приходов четырёх уездов: Белгородского, Грайворонского, Новооскольского и Корочанского. В том же году ВВЦС преобразовал белгородское викариатство в самостоятельную епархию и назначил епископа Серафима на Белгородскую кафедру с местонахождением кафедра в Преображенской церкви Белгорода.
Митрополит Курский Назарий (Кириллов) наложил на него запрещение в священнослужении, а затем, как иронично сообщали в своей прессе обновленцы, «ласково» отменил запрещение, объяснив своё поведение нежеланием влиять ни на чью совесть. Тем не менее, в феврале 1928 года, прощаясь с курской паствой, он призывал отстраняться от обновленчества и не следовать «новому расколу, возглавляемому Временным Высшим Церковным Советом (ВВЦС), который лицемерно восхваляет Патриаршего Местоблюстителя митрополита Петра, а в действительности не слушается его и не желает ему подчиняться. Держитесь того среднего и правильного пути, по которому направляет нас теперь Заместитель Патриаршего Местоблюстителя Митрополит Нижегородский Сергий».
14 мая 1928 года Курская губерния была упразднена и вошла в Центрально-Чернозёмную область в составе трёх округов: Курского, Белгородского и Льговского. Епископ Серафим (Игнатенко) и его сторонники воспользовались этим моментом и в июле собрали в Белгороде съезд благочинных и мирян, на котором «единодушно» объявили о создании новой самостоятельной Белгородской епархии в границах Белгородского административного округа. Для управления епархией был выбран Белгородский Епархиальный Совет во главе с председателем, которым стал епископ Серафим (Игнатенко), титулованный Белгородским.
Скончался не позднее 1929 года.